# Serie Mundial Femenina de Rugby 7 2012-13
La Serie Mundial Femenina de Rugby 7 2012-13 fue la primera temporada de la Serie Mundial Femenina de Rugby 7, el circuito de selecciones nacionales femeninas de rugby 7, y la segunda considerando la Challenge Cup 2011-12.

## Formato
Cada torneo se disputa en un fin de semana, a lo largo de dos días. Participan 12 equipos: los 11 de estatus permanente y un equipo invitado.
Se dividen en tres grupos de cuatro equipos, donde cada equipo juega un partido ante sus rivales de grupo. Cada victoria otorga 3 puntos, cada otorga suma 2 puntos, y cada derrota otorga 1 punto.
Los dos equipos con más puntos en cada grupo y los dos mejores terceros avanzan a cuartos de final de la Copa de Oro. Los cuatro ganadores avanzan a semifinales de la Copa de Oro, y los cuatro perdedores a semifinales de la Copa de Plata.
En tanto, los restantes cuatro equipos de la fase de grupos avanzan a semifinales de la Copa de Bronce.

## Etapas
| Torneo                                  | Campeón       |
| --------------------------------------- | ------------- |
| Seven Femenino de Dubái 2012            | Nueva Zelanda |
| Seven Femenino de Estados Unidos 2013   | Inglaterra    |
| Seven Femenino de China 2013            | Nueva Zelanda |
| Seven Femenino de los Países Bajos 2013 | Nueva Zelanda |

## Tabla de posiciones
Cada torneo otorga puntos de campeonato, según la siguiente escala:
- Copa de Oro: 20 puntos al campeón, 18 puntos al subcampeón, 16 puntos al tercero, 14 puntos al cuarto.
- Copa de Plata: 12 puntos al campeón, 10 puntos al subcampeón, 8 puntos al séptimo, 6 puntos al octavo.
- Copa de Bronce: 4 puntos al campeón, 3 puntos al subcampeón, 2 puntos al decimoprimero, 1 punto al decimosegundo.

| Pos | País              | UAE | USA | CHN | HOL | Puntos |
| --- | ----------------- | --- | --- | --- | --- | ------ |
| 1   | Nueva Zelanda     | 20  | 14  | 20  | 20  | 74     |
| 2   | Inglaterra        | 8   | 20  | 18  | 14  | 60     |
| 3   | Canadá            | 10  | 8   | 16  | 18  | 52     |
| 4   | Estados Unidos    | 4   | 18  | 14  | 12  | 48     |
| 5   | Australia         | 14  | 16  | 8   | 8   | 46     |
| 6   | Rusia             | 12  | 12  | –   | 16  | 40     |
| 7   | Países Bajos      | 6   | 10  | 10  | 4   | 30     |
| 8   | Sudáfrica         | 18  | 6   | –   | 3   | 27     |
| 9   | España            | 16  | –   | –   | 10  | 26     |
| 10  | Brasil            | 1   | 4   | 6   | 1   | 12     |
| 11  | Irlanda           | –   | –   | 12  | –   | 12     |
| 12  | Francia           | 3   | –   | –   | 6   | 9      |
| 13  | China             | 2   | –   | 3   | 2   | 7      |
| 14  | Japón             | –   | 3   | 4   | –   | 7      |
| 15  | Argentina         | –   | 2   | –   | –   | 2      |
| 16  | Fiyi              | –   | –   | 2   | –   | 2      |
| 17  | Trinidad y Tobago | –   | 1   | –   | –   | 1      |
| 18  | Túnez             | –   | –   | 1   | –   | 1      |

| Bandera de Nueva Zelanda |
| Campeón Nueva Zelanda    |
| Primer título            |